# Termen
Termen és un municipi del cantó suís del Valais, situat al districte de Brig-Glis.